# 米の粉の滝
米の粉の滝（こめのこのたき）は、山形県鶴岡市にある滝。

## 概要
梵字川（梵字川渓谷）に流れ落ちる直瀑の滝である。落下する姿が米の粉に似ていることから米の粉の滝と名付けられた。
梵字川を挟んだところに米の粉の滝ドライブイン（1982年開館、国道112号沿いに位置）があり、ドライブイン裏の展望台から滝を眺めることができる。

## アクセス
- 車
  - 山形自動車道湯殿山インターチェンジより約10分。
  - 山形自動車道庄内あさひインターチェンジより約10分。